# Mosquer de McConnell
El mosquer de McConnell (Mionectes macconnelli) és un ocell de la família dels tirànids (Tyrannidae).

## Hàbitat i distribució
Habita la selva pluvial i el bosc de les terres baixes del l'est de Veneçuela, les Guaianes, centre de Brasil, nord-est de Bolívia i centre del Perú.